# Jaunciems (Riga)
Jaunciems est un voisinage du district du Nord  à Riga en Lettonie.

## Géographie
Jaunciems est situé dans la partie nord-est de Riga, sur la côte nord-est du lac Ķīšezers. 
Par voie terrestre, il borde les quartiers de Trīsciems et Suži, ainsi que la paroisse adjacente de Garkalnes du comté de Ropaži du côté est, et les quartiers de Mīlgrāvis et Mežaparks par voie lacustre. 
Les limites du quartier de Jaunciems sont le Ķīšezers, le coin de Zunda, la ligne allant du lac Ķīšezers à la frontière de la ville, la frontière de la ville à Suži, la ligne allant de la frontière de la ville au lac Ķīšezers.
La superficie totale du quartier de Jaunciems est de 9,132 km2, la longueur du périmètre du quartier est de 15 212 mètres. 
Les constructions sont majoritairement des maisons individuelles et des immeubles de 2-3 et 5 étages. 
Le quartier compte 20 rues, on y trouve deux usines maintenant fermées, une école secondaire, une caserne de pompiers, une église luthérienne, un Maxima et un grand cimetière.

## Transports
- Bus: 	 11, 29